# Wereldkampioenschap rally in 2015
Het wereldkampioenschap rally in 2015 was de drieënveertigste jaargang van het wereldkampioenschap rally (formeel het FIA World Rally Championship), een kampioenschap in de autosport dat door de Fédération Internationale de l'Automobile (FIA) wordt erkend als de hoogste klasse binnen de internationale rallysport. Teams en rijders namen deel aan dertien rondes — te beginnen in Monte Carlo op 22 januari en eindigend in Groot-Brittannië op 15 november — van het wereldkampioenschap rally voor rijders en constructeurs.
Regerend wereldkampioen Sébastien Ogier bij de rijders en Volkswagen bij de constructeurs, wisten hun wereldtitel succesvol te verdedigen en grepen beide naar hun derde kampioenschap op rij.

## Kalender

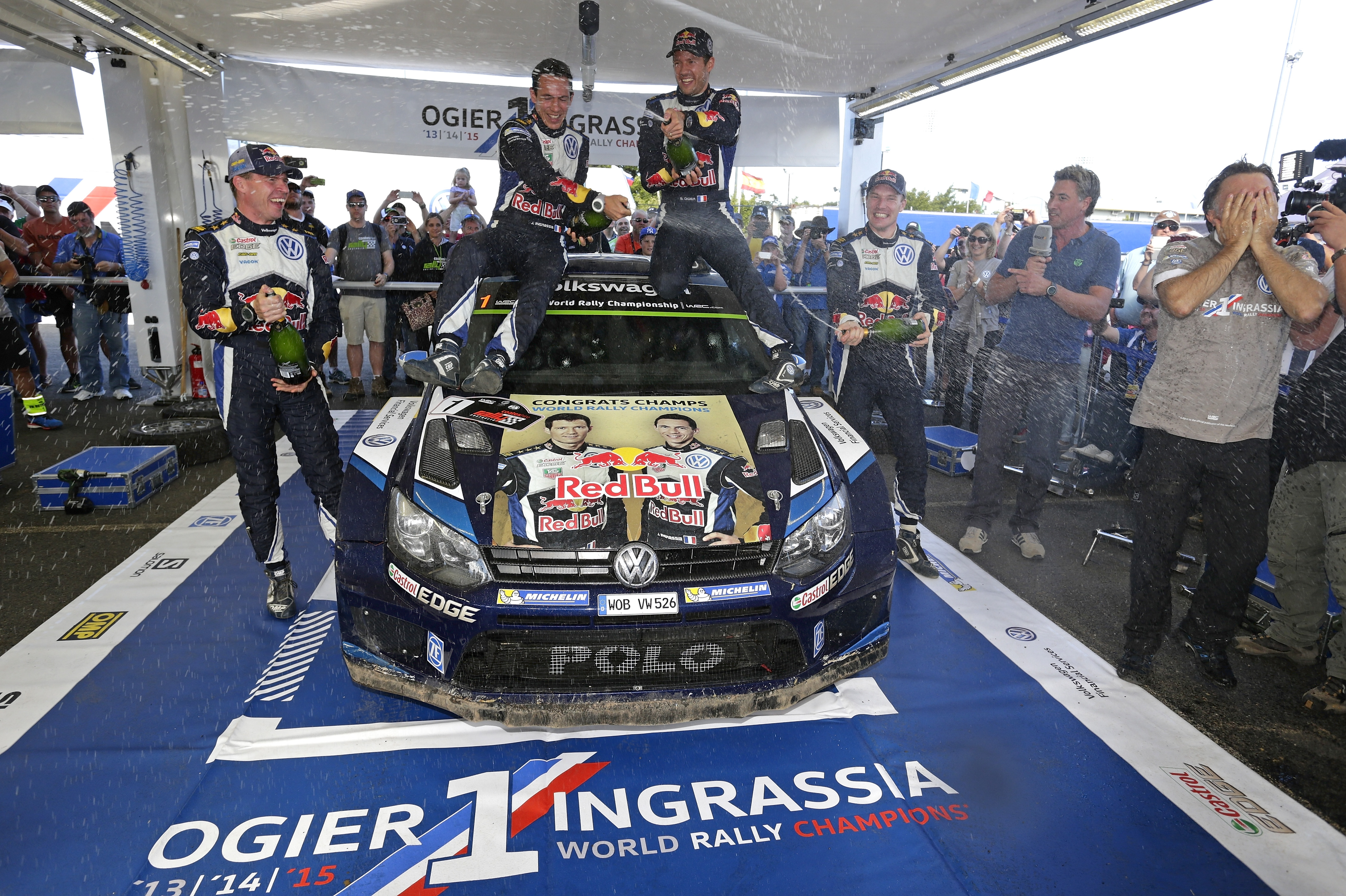
Sébastien Ogier en Julien Ingrassia grepen naar hun derde opeenvolgende wereldtitel toe; evenals Volkswagen bij de constructeurs

| Ronde | Datum        | Datum        | Rally naam                               | Rally hoofdkwartier                    | Rally details | Rally details | Rally details |
| Ronde | Start        | Finish       | Rally naam                               | Rally hoofdkwartier                    | Ondergrond    | Proeven       | Afstand       |
| ----- | ------------ | ------------ | ---------------------------------------- | -------------------------------------- | ------------- | ------------- | ------------- |
| 1     | 22 januari   | 25 januari   | 83ème Rallye Automobile de Monte-Carlo   | Gap, Hautes-Alpes                      | Mix           | 15            | 355,48 km     |
| 2     | 12 februari  | 15 februari  | 63rd Rally Sweden                        | Karlstad, Värmlands län                | Sneeuw        | 21            | 308,00 km     |
| 3     | 5 maart      | 8 maart      | 29º Rally Guanajuato México              | León, Guanajuato                       | Onverhard     | 21            | 394,21 km     |
| 4     | 23 april     | 26 april     | 35º XION Rally Argentina                 | Villa Carlos Paz, Córdoba              | Onverhard     | 12            | 315,86 km     |
| 5     | 21 mei       | 24 mei       | 49º Vodafone Rally de Portugal           | Matosinhos, Porto                      | Onverhard     | 16            | 351,71 km     |
| 6     | 11 juni      | 14 juni      | 12º Rally d'Italia Sardegna              | Alghero, Sardinië                      | Onverhard     | 23            | 394,63 km     |
| 7     | 2 juli       | 5 juli       | 72nd Lotos Rally Poland - Rajd Polski    | Mikolajki, Woiwodschap Ermland-Mazurië | Onverhard     | 19            | 313,53 km     |
| 8     | 30 juli      | 2 augustus   | 65th Neste Oil Rally Finland             | Jyväskylä, Keski-Suomi                 | Onverhard     | 20            | 320,00 km     |
| 9     | 20 augustus  | 23 augustus  | 33. ADAC Rallye Deutschland              | Trier, Rijnland-Palts                  | Asfalt        | 21            | 374,43 km     |
| 10    | 10 september | 13 september | 24th Coates Hire Rally Australia         | Coffs Harbour, New South Wales         | Onverhard     | 17            | 311,36 km     |
| 11    | 1 oktober    | 4 oktober    | 58ème Tour de Corse                      | Corte, Haute-Corse                     | Asfalt        | 9             | 332,73 km     |
| 12    | 22 oktober   | 25 oktober   | 51º Rally RACC Catalunya - Costa Daurada | Salou, Tarragona                       | Mix           | 23            | 331,25 km     |
| 13    | 13 november  | 15 november  | 71st Wales Rally Great Britain           | Deeside, Flintshire                    | Onverhard     | 19            | 310,15 km     |

## Teams en rijders
| World Rally Car inschrijvingen die in aanmerking komen voor constructeur punten | World Rally Car inschrijvingen die in aanmerking komen voor constructeur punten | World Rally Car inschrijvingen die in aanmerking komen voor constructeur punten | World Rally Car inschrijvingen die in aanmerking komen voor constructeur punten | World Rally Car inschrijvingen die in aanmerking komen voor constructeur punten | World Rally Car inschrijvingen die in aanmerking komen voor constructeur punten | World Rally Car inschrijvingen die in aanmerking komen voor constructeur punten | World Rally Car inschrijvingen die in aanmerking komen voor constructeur punten |
| Inschrijving                                                                    | Constructeur                                                                    | Auto                                                                            | Band                                                                            | #                                                                               | Rijder                                                                          | Navigator                                                                       | Rondes                                                                          |
| ------------------------------------------------------------------------------- | ------------------------------------------------------------------------------- | ------------------------------------------------------------------------------- | ------------------------------------------------------------------------------- | ------------------------------------------------------------------------------- | ------------------------------------------------------------------------------- | ------------------------------------------------------------------------------- | ------------------------------------------------------------------------------- |
| Volkswagen Motorsport                                                           | Volkswagen                                                                      | Volkswagen Polo R WRC                                                           | M                                                                               | 1                                                                               | Sébastien Ogier                                                                 | Julien Ingrassia                                                                | 1-13                                                                            |
| Volkswagen Motorsport                                                           | Volkswagen                                                                      | Volkswagen Polo R WRC                                                           | M                                                                               | 2                                                                               | Jari-Matti Latvala                                                              | Miikka Anttila                                                                  | 1-13                                                                            |
| Volkswagen Motorsport II                                                        | Volkswagen                                                                      | Volkswagen Polo R WRC                                                           | M                                                                               | 9                                                                               | Andreas Mikkelsen                                                               | Ola Fløene                                                                      | 2, 4-13                                                                         |
| Citroën Total Abu Dhabi WRT                                                     | Citroën                                                                         | Citroën DS3 WRC                                                                 | M                                                                               | 3                                                                               | Kris Meeke                                                                      | Paul Nagle                                                                      | 1-13                                                                            |
| Citroën Total Abu Dhabi WRT                                                     | Citroën                                                                         | Citroën DS3 WRC                                                                 | M                                                                               | 4                                                                               | Sébastien Loeb                                                                  | Daniel Elena                                                                    | 1                                                                               |
| Citroën Total Abu Dhabi WRT                                                     | Citroën                                                                         | Citroën DS3 WRC                                                                 | M                                                                               | 4                                                                               | Mads Østberg                                                                    | Jonas Andersson                                                                 | 2-9, 11-13                                                                      |
| Citroën Total Abu Dhabi WRT                                                     | Citroën                                                                         | Citroën DS3 WRC                                                                 | M                                                                               | 4                                                                               | Stéphane Lefebvre                                                               | Stéphane Prévot                                                                 | 10                                                                              |
| M-Sport World Rally Team                                                        | M-Sport                                                                         | Ford Fiesta RS WRC                                                              | M                                                                               | 5                                                                               | Elfyn Evans                                                                     | Daniel Barritt                                                                  | 1-13                                                                            |
| M-Sport World Rally Team                                                        | M-Sport                                                                         | Ford Fiesta RS WRC                                                              | M                                                                               | 6                                                                               | Ott Tänak                                                                       | Raigo Mölder                                                                    | 1-13                                                                            |
| Jipocar Czech National Team                                                     | M-Sport                                                                         | Ford Fiesta RS WRC                                                              | M                                                                               | 21                                                                              | Martin Prokop                                                                   | Jan Tománek                                                                     | 1-9, 11-13                                                                      |
| FWRT s.r.l.                                                                     | M-Sport                                                                         | Ford Fiesta RS WRC                                                              | M                                                                               | 37                                                                              | Lorenzo Bertelli                                                                | Giovanni Bernacchini                                                            | 1-8, 10-13                                                                      |
| Hyundai Motorsport                                                              | Hyundai                                                                         | Hyundai i20 WRC                                                                 | M                                                                               | 7                                                                               | Thierry Neuville                                                                | Nicolas Gilsoul                                                                 | 1-12                                                                            |
| Hyundai Motorsport                                                              | Hyundai                                                                         | Hyundai i20 WRC                                                                 | M                                                                               | 7                                                                               | Daniel Sordo                                                                    | Marc Martí                                                                      | 13                                                                              |
| Hyundai Motorsport                                                              | Hyundai                                                                         | Hyundai i20 WRC                                                                 | M                                                                               | 8                                                                               | Daniel Sordo                                                                    | Marc Martí                                                                      | 1, 3-9, 11-12                                                                   |
| Hyundai Motorsport                                                              | Hyundai                                                                         | Hyundai i20 WRC                                                                 | M                                                                               | 8                                                                               | Hayden Paddon                                                                   | John Kennard                                                                    | 2, 10, 13                                                                       |
| Hyundai Motorsport N                                                            | Hyundai                                                                         | Hyundai i20 WRC                                                                 | M                                                                               | 10                                                                              | Kevin Abbring                                                                   | Sebastian Marshall                                                              | 9, 13                                                                           |
| Hyundai Motorsport N                                                            | Hyundai                                                                         | Hyundai i20 WRC                                                                 | M                                                                               | 20                                                                              | Kevin Abbring                                                                   | Sebastian Marshall                                                              | 2                                                                               |
| Hyundai Motorsport N                                                            | Hyundai                                                                         | Hyundai i20 WRC                                                                 | M                                                                               | 20                                                                              | Hayden Paddon                                                                   | John Kennard                                                                    | 3-9, 11-12                                                                      |
| Hyundai Motorsport N                                                            | Hyundai                                                                         | Hyundai i20 WRC                                                                 | M                                                                               | 20                                                                              | Daniel Sordo                                                                    | Marc Martí                                                                      | 10                                                                              |
| Hyundai Motorsport N                                                            | Hyundai                                                                         | Hyundai i20 WRC                                                                 | M                                                                               | 20                                                                              | Thierry Neuville                                                                | Nicolas Gilsoul                                                                 | 13                                                                              |

| World Rally Car inschrijvingen die niet in aanmerking komen voor constructeur punten | World Rally Car inschrijvingen die niet in aanmerking komen voor constructeur punten | World Rally Car inschrijvingen die niet in aanmerking komen voor constructeur punten | World Rally Car inschrijvingen die niet in aanmerking komen voor constructeur punten | World Rally Car inschrijvingen die niet in aanmerking komen voor constructeur punten | World Rally Car inschrijvingen die niet in aanmerking komen voor constructeur punten | World Rally Car inschrijvingen die niet in aanmerking komen voor constructeur punten | World Rally Car inschrijvingen die niet in aanmerking komen voor constructeur punten |
| Inschrijving                                                                         | Auto                                                                                 | Band                                                                                 | #                                                                                    | Rijder                                                                               | Navigator                                                                            | Rondes                                                                               |                                                                                      |
| ------------------------------------------------------------------------------------ | ------------------------------------------------------------------------------------ | ------------------------------------------------------------------------------------ | ------------------------------------------------------------------------------------ | ------------------------------------------------------------------------------------ | ------------------------------------------------------------------------------------ | ------------------------------------------------------------------------------------ | ------------------------------------------------------------------------------------ |
| Volkswagen Motorsport II                                                             | Volkswagen Polo R WRC                                                                | M                                                                                    | 9                                                                                    | Andreas Mikkelsen                                                                    | Ola Fløene                                                                           | 1, 3                                                                                 |                                                                                      |
| Hyundai Motorsport N                                                                 | Hyundai i20 WRC                                                                      | M                                                                                    | 10                                                                                   | Kevin Abbring                                                                        | Sebastian Marshall                                                                   | 7                                                                                    |                                                                                      |
| Citroën Total Abu Dhabi WRT                                                          | Citroën DS3 WRC                                                                      | M                                                                                    | 12                                                                                   | Mads Østberg                                                                         | Jonas Andersson                                                                      | 1                                                                                    |                                                                                      |
| Citroën Total Abu Dhabi WRT                                                          | Citroën DS3 WRC                                                                      | M                                                                                    | 12                                                                                   | Khalid Al-Qassimi                                                                    | Chris Patterson                                                                      | 4-6, 8, 12                                                                           |                                                                                      |
| Citroën Total Abu Dhabi WRT                                                          | Citroën DS3 WRC                                                                      | M                                                                                    | 12                                                                                   | Stéphane Lefebvre                                                                    | Stéphane Prévot                                                                      | 9, 11, 13                                                                            |                                                                                      |
| Adapta Motorsport                                                                    | Ford Fiesta RS WRC                                                                   | M                                                                                    | 14                                                                                   | Henning Solberg                                                                      | Ilka Minor                                                                           | 1-2                                                                                  |                                                                                      |
| PH Sport                                                                             | Citroën DS3 WRC                                                                      | M                                                                                    | 15                                                                                   | Stéphane Lefebvre                                                                    | Stéphane Prévot                                                                      | 12                                                                                   |                                                                                      |
| PH Sport                                                                             | Citroën DS3 WRC                                                                      | M                                                                                    | 18                                                                                   | Sébastien Chardonnet                                                                 | Thibault De La Haye                                                                  | 1                                                                                    |                                                                                      |
| Robert Kubica                                                                        | Ford Fiesta RS WRC                                                                   | P                                                                                    | 14                                                                                   | Robert Kubica                                                                        | Maciej Szczepaniak                                                                   | 5-9                                                                                  |                                                                                      |
| Robert Kubica                                                                        | Ford Fiesta RS WRC                                                                   | P                                                                                    | 16                                                                                   | Robert Kubica                                                                        | Maciej Szczepaniak                                                                   | 1-2                                                                                  |                                                                                      |
| Robert Kubica                                                                        | Ford Fiesta RS WRC                                                                   | P                                                                                    | 24                                                                                   | Robert Kubica                                                                        | Maciej Szczepaniak                                                                   | 3                                                                                    |                                                                                      |
| M-Sport World Rally Team                                                             | Ford Fiesta RS WRC                                                                   | M                                                                                    | 15                                                                                   | Bryan Bouffier                                                                       | Xavier Panseri                                                                       | 1                                                                                    |                                                                                      |
| M-Sport World Rally Team                                                             | Ford Fiesta RS WRC                                                                   | M                                                                                    | 15                                                                                   | Bryan Bouffier                                                                       | Thibault De La Haye                                                                  | 11                                                                                   |                                                                                      |
| M-Sport World Rally Team                                                             | Ford Fiesta RS WRC                                                                   | M                                                                                    | 17                                                                                   | Yuriy Protasov                                                                       | Pavlo Cherepin                                                                       | 2                                                                                    |                                                                                      |
| M-Sport World Rally Team                                                             | Ford Fiesta RS WRC                                                                   | M                                                                                    | 17                                                                                   | Aleksej Loekjanjoek                                                                  | Alexey Arnautov                                                                      | 8                                                                                    |                                                                                      |
| Juho Hänninen                                                                        | Ford Fiesta RS WRC                                                                   | M                                                                                    | 15                                                                                   | Juho Hänninen                                                                        | Tomi Tuominen                                                                        | 8                                                                                    |                                                                                      |
| D-Max Racing                                                                         | Citroën DS3 WRC                                                                      | P                                                                                    | 17                                                                                   | Yuriy Protasov                                                                       | Pavlo Cherepin                                                                       | 1                                                                                    |                                                                                      |
| Synthos Cersanit Rally Team                                                          | Ford Fiesta RS WRC                                                                   | P                                                                                    | 18                                                                                   | Michał Sołowow                                                                       | Maciek Baran                                                                         | 2                                                                                    |                                                                                      |
| GP Racing Team                                                                       | Ford Fiesta RS WRC                                                                   | M                                                                                    | 19                                                                                   | Jean-Michel Raoux                                                                    | Thomas Escartefigue                                                                  | 1                                                                                    |                                                                                      |
| Jipocar Czech National Team                                                          | Ford Fiesta RS WRC                                                                   | P                                                                                    | 22                                                                                   | Jaroslav Melichárek                                                                  | Erik Melichárek                                                                      | 9                                                                                    |                                                                                      |
| First Motorsport                                                                     | Ford Fiesta RS WRC                                                                   | M                                                                                    | 22                                                                                   | Stéphane Sarrazin                                                                    | Jacques-Julien Renucci                                                               | 11                                                                                   |                                                                                      |
| Combilift Rallying                                                                   | Ford Fiesta RS WRC                                                                   | P                                                                                    | 22                                                                                   | Josh Moffett                                                                         | John Rowan                                                                           | 13                                                                                   |                                                                                      |
| Combilift Rallying                                                                   | Ford Fiesta RS WRC                                                                   | P                                                                                    | 23                                                                                   | Sam Moffett                                                                          | Karl Atkinson                                                                        | 13                                                                                   |                                                                                      |
| Motorsport Italia                                                                    | Ford Fiesta RS WRC                                                                   | P                                                                                    | 23                                                                                   | Benito Guerra jr.                                                                    | Borja Rozada                                                                         | 3                                                                                    |                                                                                      |
| Graham Coffey Rally Team                                                             | Ford Fiesta RS WRC                                                                   | P                                                                                    | 79                                                                                   | Graham Coffey                                                                        | Jenny Gäbler                                                                         | 9                                                                                    |                                                                                      |

## Resultaten en kampioenschap standen

### Seizoensverloop
| Ronde | Evenement                                | Winnende rijder    | Winnende navigator | Winnende constructeur       | Winnende tijd | Verslag |
| ----- | ---------------------------------------- | ------------------ | ------------------ | --------------------------- | ------------- | ------- |
| 1     | 83ème Rallye Automobile de Monte-Carlo   | Sébastien Ogier    | Julien Ingrassia   | Volkswagen Motorsport       | 3:36:40,2     | Verslag |
| 2     | 63rd Rally Sweden                        | Sébastien Ogier    | Julien Ingrassia   | Volkswagen Motorsport       | 2:55:30,5     | Verslag |
| 3     | 29º Rally Guanajuato México              | Sébastien Ogier    | Julien Ingrassia   | Volkswagen Motorsport       | 4:19:13,4     | Verslag |
| 4     | 35º XION Rally Argentina                 | Kris Meeke         | Paul Nagle         | Citroën Total Abu Dhabi WRT | 3:41:40,9     | Verslag |
| 5     | 49º Vodafone Rally de Portugal           | Jari-Matti Latvala | Miikka Anttila     | Volkswagen Motorsport       | 3:30:35,3     | Verslag |
| 6     | 12º Rally d'Italia Sardegna              | Sébastien Ogier    | Julien Ingrassia   | Volkswagen Motorsport       | 4:25:54,3     | Verslag |
| 7     | 72nd Lotos Rally Poland - Rajd Polski    | Sébastien Ogier    | Julien Ingrassia   | Volkswagen Motorsport       | 2:26:11,5     | Verslag |
| 8     | 65th Neste Oil Rally Finland             | Jari-Matti Latvala | Miikka Anttila     | Volkswagen Motorsport       | 2:33:03,8     | Verslag |
| 9     | 33. ADAC Rallye Deutschland              | Sébastien Ogier    | Julien Ingrassia   | Volkswagen Motorsport       | 3:35:49,5     | Verslag |
| 10    | 24th Coates Hire Rally Australia         | Sébastien Ogier    | Julien Ingrassia   | Volkswagen Motorsport       | 2:59:16,4     | Verslag |
| 11    | 58ème Tour de Corse                      | Jari-Matti Latvala | Miikka Anttila     | Volkswagen Motorsport       | 2:49:36,7     | Verslag |
| 12    | 51º Rally RACC Catalunya - Costa Daurada | Andreas Mikkelsen  | Ola Fløene         | Volkswagen Motorsport II    | 3:21:04,8     | Verslag |
| 13    | 71st Wales Rally Great Britain           | Sébastien Ogier    | Julien Ingrassia   | Volkswagen Motorsport       | 3:03:02,0     | Verslag |

### Puntensysteem
- Punten worden uitgereikt aan de top tien geklasseerden. Er worden ook extra punten vergeven aan de winnaars van de Power Stage, drie voor de eerste plaats, twee voor de tweede en een voor de derde. Power Stage punten tellen alleen mee in het kampioenschap voor rijders.

| Positie | 1. | 2. | 3. | 4. | 5. | 6. | 7. | 8. | 9. | 10. |
| Punten  | 25 | 18 | 15 | 12 | 10 | 8  | 6  | 4  | 2  | 1   |

### Rijders
| Pos. | Rijder              | MON | ZWE | MEX | ARG | POR | ITA | POL | FIN | DUI | AUS | FRA | SPA | GBR | Pnt. |
| ---- | ------------------- | --- | --- | --- | --- | --- | --- | --- | --- | --- | --- | --- | --- | --- | ---- |
| 1    | Sébastien Ogier     | 1   | 1   | 1   | 171 | 21  | 1   | 1   | 21  | 1   | 13  | 153 | DNF | 1   | 263  |
| 2    | Jari-Matti Latvala  | 23  | DNF | 15  | DNF | 12  | 62  | 5   | 12  | 21  | 2   | 1   | 2   | 501 | 183  |
| 3    | Andreas Mikkelsen   | 3   | 3   | 32  | DNF | 3   | 363 | 23  | DNF | 3   | 41  | 3   | 13  | 32  | 171  |
| 4    | Mads Østberg        | 4   | 103 | 2   | 23  | 7   | 5   | 9   | 3   | 7   | DNS | 6   | 4   | 7   | 116  |
| 5    | Kris Meeke          | 101 | 7   | 16  | 1   | 4   | 24  | 7   | 173 | 122 | 3   | 4   | 51  | 2   | 112  |
| 6    | Thierry Neuville    | 5   | 2   | 83  | DNF | 38  | 3   | 6   | 4   | 5   | 7   | 23  | 8   | DNF | 90   |
| 7    | Elfyn Evans         | 7   | 6   | 4   | 3   | 64  | 4   | DNF | 12  | 6   | 9   | 2   | 34  | 6   | 89   |
| 8    | Daniel Sordo        | 6   |     | 5   | 52  | 6   | 20  | 10  | 11  | 43  | 8   | 7   | 3   | 4   | 89   |
| 9    | Hayden Paddon       |     | 5   | 17  | 15  | 8   | 2   | 4   | DNF | 9   | 5   | 5   | 6   | 5   | 84   |
| 10   | Ott Tänak           | 18  | 4   | 22  | 11  | 5   | 14  | 32  | 5   | 8   | 6   | 10  | 41  | DNF | 63   |
| 11   | Martin Prokop       | 9   | 8   | 6   | 4   | 10  | DNF | 11  | 7   | DNF |     | 12  | 7   | 21  | 39   |
| 12   | Robert Kubica       | DNF | 19  | 18  |     | 9   | 30  | 8   | DNF | 35  |     | 222 | 11  | 93  | 11   |
| 13   | Khalid Al-Qassimi   |     |     |     | 6   | 24  | 10  |     | 16  |     |     |     | 24  |     | 9    |
| 14   | Juho Hänninen       |     |     |     |     |     |     |     | 6   |     |     |     |     |     | 8    |
| 15   | Yuriy Protasov      | 17  | 9   | 13  | 13  |     | 7   |     | 13  | 15  | 11  | 20  | 14  | 37  | 8    |
| 16   | Nasser Al-Attiyah   |     |     | 7   |     | 11  | 12  | DNF |     | 17  | 10  |     | 12  |     | 7    |
| 17   | Abdulaziz Al-Kuwari |     |     | 11  | 7   | 16  | 11  |     |     |     | 12  |     | 23  | 16  | 6    |
| 18   | Sébastien Loeb      | 82  |     |     |     |     |     |     |     |     |     |     |     |     | 6    |
| 19   | Stéphane Lefebvre   | DNF | DNF | DNF | DNF | 15  | 26  | DNF | EX  | 10  | 13  | 11  | 50  | 8   | 5    |
| 20   | Esapekka Lappi      |     |     |     |     | 12  | 17  | 12  | 8   | 42  |     | 14  | DNF |     | 4    |
| 21   | Diego Dominguez     |     |     |     | 8   |     |     |     |     |     |     |     |     |     | 4    |
| 21   | Paolo Andreucci     |     |     |     |     |     | 8   |     |     |     |     |     |     |     | 4    |
| 21   | Bryan Bouffier      | DNF |     |     |     |     |     |     |     | DNF |     | 8   |     |     | 4    |
| 24   | Pontus Tidemand     |     | 17  |     |     | 13  |     | 13  | 9   |     |     | DNF | 9   | DNS | 4    |
| 25   | Jan Kopecký         |     |     |     |     |     | 9   |     |     | 13  |     |     | 10  | DNS | 3    |
| 26   | Nicolás Fuchs       |     |     | 9   | DNF | 17  | 15  | 20  | DNF |     |     |     |     | 18  | 2    |
| 27   | Gustavo Saba        |     |     |     | 9   |     |     |     |     |     |     |     |     |     | 2    |
| 27   | Stéphane Sarrazin   |     |     |     |     |     |     |     |     |     |     | 9   |     |     | 2    |
| 29   | Lorenzo Bertelli    | 68  | DNF | DNF | 18  | DNF | DNF | 16  | 10  |     | 18  | DNF | DNF | 10  | 2    |
| 30   | Jari Ketomaa        |     | 13  | 10  | 12  | NF  |     | 17  |     |     |     |     | 36  | DNS | 1    |

| Kleur  | Resultaat                             |
| ------ | ------------------------------------- |
| Goud   | Winnaar                               |
| Zilver | 2e plaats                             |
| Brons  | 3e plaats                             |
| Groen  | Gefinisht, in punten                  |
| Blauw  | Gefinisht, geen punten                |
| Blauw  | Niet geklasseerd (NC: Not classified) |
| Paars  | Niet gefinisht (DNF: Did not finish)  |
| Zwart  | Gediskwalificeerd (DSQ: Disqualified) |
| Wit    | Uitgesloten (EX: Excluded)            |
| Wit    | Trok zich terug (WD: Withdrew)        |
| Wit    | Niet gestart (DNS: Did not start)     |
| Blank  | Geannuleerd (C: Cancelled)            |
| Blank  | Uitgesteld (PP: Postponed)            |

### Constructeurs
| Pos. | Constructeur                | #  | MON | ZWE | MEX | ARG | POR | ITA | POL | FIN | DUI | AUS | FRA | SPA | GBR | Pnt. |
| ---- | --------------------------- | -- | --- | --- | --- | --- | --- | --- | --- | --- | --- | --- | --- | --- | --- | ---- |
| 1    | Volkswagen Motorsport       | 1  | 1   | 1   | 1   | 8   | 2   | 1   | 1   | 2   | 1   | 1   | 10  | DNF | 1   | 413  |
| 1    | Volkswagen Motorsport       | 2  | 2   | DNF | 7   | DNF | 1   | 6   | 5   | 1   | 2   | 2   | 1   | 2   | 10  | 413  |
| 2    | Citroën Total Abu Dhabi WRT | 3  | 8   | 7   | 8   | 1   | 4   | 9   | 7   | 10  | 10  | 3   | 4   | 5   | 2   | 230  |
| 2    | Citroën Total Abu Dhabi WRT | 4  | 6   | 9   | 2   | 2   | 7   | 5   | 8   | 3   | 7   | 10  | 6   | 4   | 7   | 230  |
| 3    | Hyundai Motorsport          | 7  | 3   | 2   | 6   | DNF | 10  | 3   | 6   | 4   | 5   | 7   | 11  | 8   | 4   | 224  |
| 3    | Hyundai Motorsport          | 8  | 4   | 5   | 4   | 5   | 6   | 8   | 9   | 8   | 4   | 5   | 7   | 3   | 5   | 224  |
| 4    | M-Sport World Rally Team    | 5  | 5   | 6   | 3   | 3   | 11  | 4   | 12  | 9   | 6   | 9   | 2   | 9   | 6   | 181  |
| 4    | M-Sport World Rally Team    | 6  | 9   | 4   | 10  | 6   | 5   | 7   | 3   | 5   | 8   | 6   | 8   | 10  | DNF | 181  |
| 5    | Volkswagen Motorsport II    | 9  |     | 3   |     | DNF | 3   | 10  | 2   | DNF | 3   | 4   | 3   | 1   | 3   | 131  |
| 6    | Hyundai Motorsport N        | 20 |     | 10  | 9   | 7   | 8   | 2   | 4   | DNF | 9   | 8   | 5   | 6   | DNF | 67   |
| 7    | Jipocar Czech National Team | 21 | 7   | 8   | 5   | 4   | 9   | DNF | 10  | 6   | DNF |     | 9   | 7   | 9   | 53   |
| 8    | FWRT s.r.l.                 | 37 | 10  | DNF | DNF | 9   | DNF | DNF | 11  | 7   | DNS | 11  | DNF | DNF | 8   | 13   |

| Kleur  | Resultaat                             |
| ------ | ------------------------------------- |
| Goud   | Winnaar                               |
| Zilver | 2e plaats                             |
| Brons  | 3e plaats                             |
| Groen  | Gefinisht, in punten                  |
| Blauw  | Gefinisht, geen punten                |
| Blauw  | Niet geklasseerd (NC: Not classified) |
| Paars  | Niet gefinisht (DNF: Did not finish)  |
| Zwart  | Gediskwalificeerd (DSQ: Disqualified) |
| Wit    | Uitgesloten (EX: Excluded)            |
| Wit    | Trok zich terug (WD: Withdrew)        |
| Wit    | Niet gestart (DNS: Did not start)     |
| Blank  | Geannuleerd (C: Cancelled)            |
| Blank  | Uitgesteld (PP: Postponed)            |

### WRC-2
| Pos. | Rijder               | MON | ZWE | MEX | ARG | POR | ITA | POL | FIN | DUI | AUS | FRA | SPA | GBR | Pnt. |
| ---- | -------------------- | --- | --- | --- | --- | --- | --- | --- | --- | --- | --- | --- | --- | --- | ---- |
| 1    | Nasser Al-Attiyah    |     |     | 1   |     | 1   | 5   | DNF |     | 4   | 1   |     | 3   |     | 112  |
| 2    | Yuriy Protasov       |     |     | 5   | 4   |     | 1   |     | 3   |     | 2   |     | 5   | 13  | 90   |
| 3    | Esapekka Lappi       |     |     |     |     | 2   | 9   | 1   | 1   | 13  |     | 2   | DNF |     | 88   |
| 4    | Pontus Tidemand      |     | 5   |     |     | 3   |     | 2   | 2   |     |     | DNF | 1   | DNS | 86   |
| 5    | Abdulaziz Al-Kuwari  |     |     | 4   | 1   | 6   | 4   |     |     |     | 3   |     | 8   | 4   | 84   |
| 6    | Jari Ketomaa         |     | 1   | 3   | 3   | DNF |     | 4   |     |     |     |     | 12  | DNS | 67   |
| 7    | Eric Camilli         | 4   |     |     |     | DNF | 8   |     | 11  | 2   |     | 3   | DNF | 2   | 67   |
| 8    | Jan Kopecký          |     |     |     |     |     | 3   |     |     | 1   |     |     | 2   | DNS | 58   |
| 9    | Craig Breen          | 2   |     |     |     | DNF |     |     | DNF | 5   |     | 4   | DNF | 3   | 58   |
| 10   | Teemu Suninen        |     |     |     |     |     |     | 6   |     | 6   |     | 5   | 13  | 1   | 51   |
| 11   | Armin Kremer         | 3   |     |     |     | 10  | 6   | 5   |     | DNF |     | DNF | 4   |     | 46   |
| 12   | Nicolás Fuchs        |     |     | 2   | DNF | 7   | 7   | 7   | DNF |     |     |     |     | 6   | 44   |
| 13   | Julien Maurin        | DNF |     |     |     | 4   | DNF | 8   |     | 10  |     | 1   | 15  |     | 42   |
| 14   | Stéphane Lefebvre    | 1   |     | DNF |     | 5   | 15  | DNF | DNF |     |     |     |     |     | 35   |
| 15   | Quentin Giordano     | 6   |     |     |     | DNF |     |     | DNF | 3   |     | 8   | DNF | 7   | 33   |
| 16   | Jarosłav Koltun      |     | 7   |     |     |     |     | 11  |     |     |     |     | 6   | 5   | 24   |
| 17   | Gianluca Linari      |     | 12  |     | 6   |     | 11  |     | 8   |     | 5   |     |     | 17  | 22   |
| 18   | Valeriy Gorban       |     | 3   | DNF |     | 8   | 10  | DNF | DNF |     |     |     |     | 14  | 22   |
| 19   | Scott Pedder         |     |     |     |     | DNF | DNF | 12  | 4   |     | 6   |     |     |     | 20   |
| 20   | Eyvind Brynildsen    |     | 2   |     |     |     |     |     | DNF |     |     |     |     | 15  | 18   |
| 21   | Diego Domínguez      |     |     |     | 2   |     |     |     |     |     |     |     |     |     | 18   |
| 21   | Paolo Andreucci      |     |     |     |     |     | 2   |     |     |     |     |     |     |     | 18   |
| 23   | Jonathan Hirschi     | 5   |     |     |     | DNF | DNF |     |     | DNF |     | 6   |     |     | 18   |
| 24   | Nil Solans           |     |     |     |     |     |     |     |     | 7   |     | 7   | 14  | 8   | 16   |
| 25   | Karl Kruuda          |     |     |     |     | 11  | DNF | 3   |     |     |     |     |     |     | 15   |
| 26   | Max Rendina          |     | 14  | 6   |     | DNF |     | 15  | 7   | 14  |     | 10  |     | 10  | 15   |
| 27   | Yazeed Al-Rajhi      |     | 4   |     |     | DNF | DNF | DNS |     |     | DNF |     | DNF |     | 12   |
| 27   | Nathan Quinn         |     |     |     |     |     |     |     |     |     | 4   |     |     |     | 12   |
| 29   | Anders Grøndal       |     | 10  |     |     | DNF |     |     | 5   |     |     |     |     |     | 11   |
| 30   | Didier Arias         |     |     |     | 5   |     |     |     |     |     |     |     |     |     | 10   |
| 31   | Fredrik Åhlin        |     | 6   |     |     |     |     |     | DNF |     |     |     |     | 11  | 8    |
| 32   | Juan Carlos Alonso   |     |     |     |     |     |     |     | 6   |     |     |     |     |     | 8    |
| 33   | Alain Foulon         | 7   |     |     |     | 16  |     | 18  | 9   |     |     | 12  |     |     | 8    |
| 34   | Simone Tempestini    |     | 9   | DNF | 7   |     | 17  |     |     |     |     |     |     |     | 8    |
| 35   | Jourdan Serderidis   | DNF |     | 7   |     |     |     | 16  |     | 15  |     | 11  |     |     | 6    |
| 36   | Ramón Torres Fuentes |     |     |     |     | 15  | 13  | 14  |     |     |     |     | 7   |     | 6    |
| 37   | Joan Carchat         |     |     |     |     | DNF | 16  | 13  |     | 9   |     | 9   | DNF | 9   | 6    |
| 38   | Marco Vallerio       | 8   |     |     |     |     |     |     |     |     |     |     |     |     | 4    |
| 38   | Oleksiy Kikireshko   |     | 8   |     |     |     |     |     |     |     |     |     |     |     | 4    |
| 38   | Fabian Kreim         |     |     |     |     |     |     |     |     | 8   |     |     |     |     | 4    |
| 41   | Sander Pärn          |     |     |     |     | 9   |     | 9   | 12  |     |     |     |     |     | 4    |
| 42   | Mait Maarend         |     |     |     |     |     |     |     |     |     |     |     | 9   |     | 2    |
| 43   | Martin Koči          | DNF |     |     |     | DNF |     | 19  | DNF | DNF |     |     | 10  |     | 1    |
| 44   | Krzysztof Hołowczyc  |     |     |     |     |     |     | 10  |     |     |     |     |     |     | 1    |
| 44   | Jussi Vainionpää     |     |     |     |     |     |     |     | 10  |     |     |     |     |     | 1    |

| Kleur  | Resultaat                             |
| ------ | ------------------------------------- |
| Goud   | Winnaar                               |
| Zilver | 2e plaats                             |
| Brons  | 3e plaats                             |
| Groen  | Gefinisht, in punten                  |
| Blauw  | Gefinisht, geen punten                |
| Blauw  | Niet geklasseerd (NC: Not classified) |
| Paars  | Niet gefinisht (DNF: Did not finish)  |
| Zwart  | Gediskwalificeerd (DSQ: Disqualified) |
| Wit    | Uitgesloten (EX: Excluded)            |
| Wit    | Trok zich terug (WD: Withdrew)        |
| Wit    | Niet gestart (DNS: Did not start)     |
| Blank  | Geannuleerd (C: Cancelled)            |
| Blank  | Uitgesteld (PP: Postponed)            |

### WRC-3
| Pos. | Rijder              | MON | ZWE | MEX | ARG | POR | ITA | POL | FIN | DUI | AUS | FRA | SPA | GBR | Pnt. |
| ---- | ------------------- | --- | --- | --- | --- | --- | --- | --- | --- | --- | --- | --- | --- | --- | ---- |
| 1    | Quentin Gilbert     | 1   |     |     |     | 1   |     | 11  | 1   |     |     | 3   | 1   | 3   | 130  |
| 2    | Ole Christian Veiby | 3   | 1   |     |     | 5   |     |     | 3   |     |     | 6   | 9   | 1   | 98   |
| 3    | Simone Tempestini   | 4   |     |     |     | 7   |     | 1   | 10  |     |     | 1   | 4   | DNF | 81   |
| 4    | Andrea Crugnola     |     |     |     |     | 6   | 2   | 10  |     | 1   |     | 2   | DNF |     | 70   |
| 5    | Terry Folb          | DNF |     |     |     | 13  |     | 6   | 4   |     |     | 4   | 2   | 4   | 62   |
| 6    | Fabio Andolfi       |     |     |     |     | 10  | 3   | 5   | DNF |     |     |     | 3   | 2   | 59   |
| 7    | Henri Haapamäki     |     |     |     |     | 3   |     | 3   | 2   |     |     |     |     |     | 48   |
| 8    | Pierre-Louis Loubet |     |     |     |     | 2   |     | DNF | DNF |     |     | DNF | 7   | 5   | 34   |
| 9    | Jean-René Perry     |     |     |     |     | 4   |     | EX  | 5   |     |     | 7   |     |     | 28   |
| 10   | Teemu Suninen       |     |     |     |     | DNF | 1   |     | 11  |     |     |     |     |     | 25   |
| 11   | Damiano DeTomasso   |     |     |     |     |     |     | 7   | 6   |     |     |     | 5   | DNF | 24   |
| 12   | Christian Riedemann | 2   |     |     |     |     |     |     |     |     |     |     |     |     | 18   |
| 12   | Osian Pryce         |     |     |     |     | DNF |     | 2   |     |     |     |     |     | DNS | 18   |
| 14   | Yohan Rossel        | 6   |     |     |     |     |     |     |     |     |     | 5   |     |     | 18   |
| 15   | Mohamed Al-Mutawaa  |     |     |     |     | DNF |     | 9   | 7   |     |     | DNF | 6   | DNF | 16   |
| 16   | Federico Della Casa |     |     |     |     | 8   |     | 8   | 9   |     |     | DNF | 8   |     | 14   |
| 17   | Giuseppe Testa      |     |     |     |     | 14  | 4   |     |     |     |     |     |     |     | 12   |
| 18   | Matthieu Margaillan |     |     |     |     | DNF |     | 4   | DNF |     |     | DNF |     |     | 12   |
| 19   | Stéphane Consani    | 5   |     |     |     |     |     |     |     |     |     |     |     |     | 10   |
| 20   | William Wagner      |     |     |     |     |     |     |     |     |     |     |     |     | 6   | 8    |
| 21   | Alessandro Re       | 7   |     |     |     |     |     |     |     |     |     |     |     |     | 6    |
| 22   | Kornél Lukács       | 8   |     |     |     | 11  |     |     |     |     |     |     |     |     | 4    |
| 23   | Jari Huttunen       |     |     |     |     |     |     |     | 8   |     |     |     |     |     | 4    |
| 24   | Charlotte Dalmasso  | 9   |     |     |     | 12  |     |     |     |     |     | DNF |     |     | 2    |
| 25   | Daniel McKenna      | DNF |     |     |     | 9   |     |     | DNF |     |     |     |     |     | 2    |

| Kleur  | Resultaat                             |
| ------ | ------------------------------------- |
| Goud   | Winnaar                               |
| Zilver | 2e plaats                             |
| Brons  | 3e plaats                             |
| Groen  | Gefinisht, in punten                  |
| Blauw  | Gefinisht, geen punten                |
| Blauw  | Niet geklasseerd (NC: Not classified) |
| Paars  | Niet gefinisht (DNF: Did not finish)  |
| Zwart  | Gediskwalificeerd (DSQ: Disqualified) |
| Wit    | Uitgesloten (EX: Excluded)            |
| Wit    | Trok zich terug (WD: Withdrew)        |
| Wit    | Niet gestart (DNS: Did not start)     |
| Blank  | Geannuleerd (C: Cancelled)            |
| Blank  | Uitgesteld (PP: Postponed)            |

### JWRC
| Pos. | Rijder              | MON | POR | POL | FIN | FRA | SPA | GBR | Pnt. |
| ---- | ------------------- | --- | --- | --- | --- | --- | --- | --- | ---- |
| 1    | Quentin Gilbert     | 1   | 1   | 7   | 1   | 1   | 1   | 2   | 149  |
| 2    | Ole Christian Veiby | 3   | 5   |     | 3   | 4   | 7   | 1   | 83   |
| 3    | Terry Folb          | DNF | 11  |     | 4   | 2   | 2   | 3   | 63   |
| 4    | Simone Tempestini   | 4   | 6   | 1   | 9   |     | 3   | DNF | 62   |
| 5    | Henri Haapamäki     |     | 3   | 3   | 2   |     |     |     | 48   |
| 6    | Pierre-Louis Loubet |     | 2   | DNF | DNF | DNF | 5   | 4   | 40   |
| 7    | Jean-René Perry     |     | 4   | EX  | 5   | 5   |     |     | 32   |
| 8    | Mohamed Al-Mutawaa  |     | DNF | 6   | 6   | DNF | 4   | DNF | 28   |
| 9    | Federico Della Casa |     | 7   | 5   | 8   | DNF | 6   |     | 28   |
| 10   | Yohan Rossel        | 5   |     |     |     | 3   |     |     | 25   |
| 11   | Christian Riedemann | 2   |     |     |     |     |     |     | 18   |
| 11   | Osian Pryce         |     | DNF | 2   |     |     |     | DNS | 18   |
| 13   | Matthieu Margaillan |     | DNF | 4   | DNF |     |     |     | 12   |
| 14   | William Wagner      |     |     |     |     |     |     | 5   | 10   |
| 15   | Alessandro Re       | 6   |     |     |     |     |     |     | 8    |
| 16   | Kornél Lukács       | 7   | 9   |     |     |     |     |     | 8    |
| 17   | Jari Huttunen       |     |     |     | 7   |     |     |     | 6    |
| 18   | Charlotte Dalmasso  | 8   | 10  |     |     | DNF |     |     | 5    |
| 19   | Daniel McKenna      | DNF | 8   |     | DNF |     |     |     | 4    |

| Kleur  | Resultaat                             |
| ------ | ------------------------------------- |
| Goud   | Winnaar                               |
| Zilver | 2e plaats                             |
| Brons  | 3e plaats                             |
| Groen  | Gefinisht, in punten                  |
| Blauw  | Gefinisht, geen punten                |
| Blauw  | Niet geklasseerd (NC: Not classified) |
| Paars  | Niet gefinisht (DNF: Did not finish)  |
| Zwart  | Gediskwalificeerd (DSQ: Disqualified) |
| Wit    | Uitgesloten (EX: Excluded)            |
| Wit    | Trok zich terug (WD: Withdrew)        |
| Wit    | Niet gestart (DNS: Did not start)     |
| Blank  | Geannuleerd (C: Cancelled)            |
| Blank  | Uitgesteld (PP: Postponed)            |